# Allometopon tropalis
Allometopon tropalis är en tvåvingeart som beskrevs av Mitsuhiro Sasakawa 1974. Allometopon tropalis ingår i släktet Allometopon och familjen träflugor. Inga underarter finns listade i Catalogue of Life.